# 哈尔滨广播电视台
哈尔滨广播电视台（英語：Harbin Broadcasting & TV Station）是中华人民共和国黑龙江省哈尔滨市的地市级广播电视播出机构，2012年由原哈尔滨人民广播电台、哈尔滨经济广播电台、哈尔滨电视台等单位的基础上组建而成，为正局级事业单位。2015年8月17日，该台启用新台标。

## 电视服务
哈尔滨广播电视台的电视服务源于1981年成立的哈尔滨电视台，位于哈尔滨市香坊区华山路1号和松花江街99号。目前共有6个频道，日播出量144小时，通过无线、有线传输方式覆盖哈尔滨市八区十县（市），覆盖人口1,200万。

### 频道列表
| 頻道名稱     | 语言   | 广播格式                    | 啟播時間                                     | 頻道口號 | 频道前身                                                               | 備註 | 備註 |
| 新闻综合频道 | 普通話 | SD: PAL 576i 16:9 HD: 1080i | 标清版：1981年 高标清16:9同播：2017年2月28日 |          | 哈尔滨电视台                                                           |      |      |
| 生活频道     | 普通話 | SD: PAL 576i 4:3            | 1995年1月26日                                |          | 哈尔滨有线电视台第一套节目 哈尔滨电视台第三套节目                      |      |      |
| 影视频道     | 普通話 | SD: PAL 576i 4:3            |                                              |          | 哈尔滨有线电视台第二套节目 哈尔滨电视台第四套节目 哈尔滨电视台文艺频道 |      |      |

停播频道
- 天鹅购物频道：前身为哈尔滨有线电视台第四套节目、哈尔滨电视台第六套节目，开播时间不详，2022年停播。
- 都市资讯频道：前身为哈尔滨电视台第二套节目、哈尔滨电视台经济频道、哈尔滨电视台资讯频道，1992年10月1日开播，2024年3月1日停播。
- 娱乐频道：前身为哈尔滨有线电视台第三套节目、哈尔滨电视台第五套节目，开播时间不详，2024年3月1日停播。

### 知名栏目
- 《早安哈尔滨》
- 《都市零距离》
- 《开心30分》
- 《哈尔滨新闻》
- 《都市新发现》
- 《娱乐开讲》

## 广播服务
哈尔滨广播电视台的广播服务源于有1945年成立的哈尔滨人民广播电台和1992年成立的哈尔滨经济广播电台，两台于2012年整合建立。旗下共设6套节目，日播出量144小时。电台节目覆盖黑龙江省中南部、吉林省北部约二千万人口。
| 頻道名稱             | 语言   | 频道频率      | 啟播時間       | 頻道口號 | 频道前身                          | 備註 |
| 新闻广播             | 普通話 | FM106.2 AM837 | 1945年8月20日  |          | 哈尔滨人民广播电台                |      |
| 经济广播             | 普通話 | FM88.9 AM972  | 1992年10月1日  |          | 哈尔滨经济广播电台                |      |
| 文艺广播             | 普通話 | FM98.4        | 1995年1月25日  |          |                                   |      |
| 交通广播 （交通925） | 普通話 | FM92.5        | 2003年12月1日  |          |                                   |      |
| 音乐广播 （经典909） | 普通話 | FM90.9        | 2005年         |          | 哈尔滨时尚音乐频率 哈尔滨呼兰电台 |      |
| 汽车广播             | 普通話 | FM97.6        | 2013年11月12日 |          |                                   |      |
| 阿城电台             | 普通話 | FM105.6       | 2006年         |          | 哈尔滨城市之声                    |      |
| 古典音乐广播         | 普通話 | FM102.6       | 2015年3月2日   |          |                                   |      |